# Saison 20 de Détective Conan
 (octobre 2024).
Chronologie
Saison 19 de Détective Conan Saison 21 de Détective Conan
La saison 20 de Détective Conan a été diffusée du 10 janvier 2015 au 12 décembre 2015 (épisodes 763 à 803) sur Nippon TV. Elle est composée de 41 épisodes.
Le trente-neuvième opening (générique de début) (épisodes 757 à 773) intitulé Dynamite, est interprété la chanteuse de J-pop Mai Kuraki. Le quarantième opening (épisodes 774 à 789) intitulé WE GO, est interprété par le groupe de J-rock BREAKERZ. Le quarante-et-unième opening (épisodes 790 à 803) intitulé Nazo (reprise du troisième opening), est interprété par le groupe de J-pop La PomPon. 
Le quarante-neuvième ending (générique de fin) (épisodes 763 à 803) intitulé Kimi e no Uso, est interprété par la chanteuse VALSHE.
| No | Titre français                                                                         | Titre japonais                     | Titre japonais                             | Date de 1re diffusion |
| No | Titre français                                                                         | Kanji                              | Rōmaji                                     | Date de 1re diffusion |
| --- | -------------------------------------------------------------------------------------- | ---------------------------------- | ------------------------------------------ | --------------------- |
| 763 | Conan et Heiji : Le Code de l'Amour - 1re partie (files : 879-881/tome : 83)           | コナンと平次 恋の暗号 (前編)       | Conan to Heiji Koi no Angō - Zenpen        | 10 janvier 2015       |
| 764 | Conan et Heiji : Le Code de l'Amour - 2e partie (files : 879-881/tome : 83)            | コナンと平次 恋の暗号 (後編)       | Conan to Heiji Koi no Angō - Kōhen         | 17 janvier 2015       |
| Les Détectives Juniors croisent le chemin d'un trafiquant de drogue. Celui-ci a laissé tomber sur sa route un carnet contenant un code indiquant le lieu et l'heure d'un échange. Appelé à l'aide par Mitsuhiko, Hattori se joint à l'équipe par téléphone. Le code semble être lié à Osaka. Nos amis seront-ils en mesure d’empêcher l'échange ? |                                                                                        |                                    |                                            |                       |
| 765 | Le tournoi de cerfs-volants de la Tamizu - 1re partie (files : 885-887/tome : 84)      | 堤無津川凧揚げ事件 (前編)          | Teimuzu-gawa Tako-age Jiken - Zenpen       | 24 janvier 2015       |
| 766 | Le tournoi de cerfs-volants de la Tamizu - 2e partie (files : 885-887/tome : 84)       | 堤無津川凧揚げ事件 (後編)          | Teimuzu-gawa Tako-age Jiken - Kōhen        | 31 janvier 2015       |
| Les Détectives Juniors participent à un tournoi de cerfs-volants en bordure d'un fleuve. Pour découvrir sa chanson préférée, Conan décide de mettre Haibara sur écoute par l’intermédiaire d’Ayumi en utilisant son portable; Ayumi le perd. C’est alors qu’un homme tombe dans le fleuve en reculant avec son cerf-volant. Est-ce vraiment un accident ? |                                                                                        |                                    |                                            |                       |
| 767 | Le fiancé disparu lors d'une tempête de neige                                          | 吹雪に消えた恋人                   | Fubuki ni kieta koibito                    | 7 février 2015        |
| Le professeur Agasa emmène les enfants au gîte « Ice-room », tenu par 3 femmes. L’une d’elles s’est entichée d’un jeune homme connu pour être mauvais. Mais lorsqu’elle perd ses médicaments, le jeune homme veut prouver son amour en allant, par soir de tempête de neige, chercher ses médicaments. Grossière erreur. |                                                                                        |                                    |                                            |                       |
| 768 | La Séquestration d’Ai Haibara                                                          | 灰原哀監禁事件                     | Haibara Ai kankin jiken                    | 21 février 2015       |
| Haibara se réveille attachée et bâillonnée dans une maison qu’elle ne connaît pas de prime abord. Les détectives en herbes ne la voyant pas revenir, ils partent à sa recherche. Leur seule piste : un chaton nommé Chiro. |                                                                                        |                                    |                                            |                       |
| 769 | Un blessé encombrant                                                                   | 面倒な救急患者                     | Mendōna kyūkyū kanja                       | 28 février 2015       |
| Alors que les détectives juniors flânent dans la rue, un homme en fuite les bousculent et prend Ayumi en otage. Mais rapidement, l’homme s’effondre au sol. Celui-ci a été frappé à l’arrière du crâne. Ayumi s’inquiétant pour l’homme qui lui a demandé pardon en s’effondrant, les détectives enquêtes. |                                                                                        |                                    |                                            |                       |
| 770 | Un thé sous haute tension - 1re partie (files : 888-890/tome : 84)                     | ギスギスしたお茶会 (前編)          | Gisugisu Shita Ochakai - Zenpen            | 7 mars 2015           |
| 771 | Un thé sous haute tension - 2e partie (files : 888-890/tome : 84)                      | ギスギスしたお茶会 (後編)          | Gisugisu Shita Ochakai - Kōhen             | 14 mars 2015          |
| Mouri, Conan et Ran se retrouvent à l'hôpital d'Haido car Eri a été opérée de l'appendicite. Ils croisent alors Amuro dans les couloirs de l'hopital. Peu de temps après, une femme meurt empoisonnée alors qu'elle prennait le thé avec des amies pour célébrer le départ de l'hôpital d'une ancienne camarade de classe dans sa chambre d'hôpital. Amuro semble en même temps chercher à en apprendre davantage sur les évènements de la confrontation du rouge et du noir.                                                                                               |                                                                                        |                                    |                                            |                       |
| 772 | Shinichi Kudô et le meurtre de l’aquarium - 1re partie (files : 882-884/tomes : 83-84) | 工藤新一水族館事件 (前編)          | Kudō Shin'ichi Suizokukan Jiken - Zenpen   | 21 mars 2015          |
| 773 | Shinichi Kudô et le meurtre de l’aquarium - 2e partie (files : 882-884/tomes : 83-84)  | 工藤新一水族館事件 (後編)          | Kudō Shin'ichi Suizokukan Jiken - Kōhen    | 28 mars 2015          |
| Conan, Agasa, Ran et les Détectives Juniors font une sortie à l'aquarium de Beika. Ran se remémore alors une affaire qui avait eu lieu lorsqu'elle s'y était rendu avec Shinichi près d'un an plus tôt. Un homme avait été poignardé dans le tunnel principal. Une démonstration de ses talents de détective attend Shinichi dans cette affaire. |                                                                                        |                                    |                                            |                       |
| 774 | La disparition du Cri de Munch                                                         | 消えたムンクの叫び                 | Kieta Munku no Sakebi                      | 18 avril 2015         |
| L’oncle Jirokichi monte une exposition qui met à l’honneur Munch. Alors qu’il a réceptionné les 2 premiers tableaux avec Ran et Conan, la voiture transportant le célèbre « Cri », disparaît du convoi censé l’amener au musée Suzuki. |                                                                                        |                                    |                                            |                       |
| 775 | Le célèbre Détective manipulé - 1re partie                                             | あやつられた名探偵 (前編)          | Ayatsurareta Meitantei - Zenpen            | 25 avril 2015         |
| 776 | Le célèbre Détective manipulé - 2e partie                                              | あやつられた名探偵 (後編)          | Ayatsurareta Meitantei - Kōhen             | 2 mai 2015            |
| Le célèbre détective Mouri réussit à infiltrer un réseau de voleur, mais il se fait démasquer. Le chef lui demande d’ici 2 jours, date de fin du casse, de démasquer l’homme de sa bande qui a tué son fils. En échange, il ne tuera pas Ran. D’ailleurs, cette dernière s’inquiète de ne pas voir son père rentrer. Conan enquête pour la rassurer. |                                                                                        |                                    |                                            |                       |
| 777 | Les Detective Boys contre les Silver Detectives                                        | 少年探偵団VS老人探偵団             | Shōnen Tantei-dan vs Shirubā Tantei-dan    | 9 mai 2015            |
| Les détectives juniors rencontrent par hasard un groupe de vieille personnes, les « détectives d’argent », en tout point identique à eux, à l’exception de l’âge. Ils se retrouvent confrontés entre-eux lors d’une affaire. Laquelle des 2 équipes résoudra le meurtre en premier ? |                                                                                        |                                    |                                            |                       |
| 778 | Le Mirage de l'ange disparu                                                            | 天使が消えた蜃気楼                 | Tenshi ga Kieta Shinkirō                   | 16 mai 2015           |
| Une femme vient consulter Mouri à propos de la disparition présumée de son époux. Il s’agit d’un peintre qui ne peint « que ce qu’il voit ». Avec l’aide de Conan, Mouri localise le lieu où séjourne le peintre. Mais une fois arrivés sur place, ils ne découvrent que son cadavre et sa dernière œuvre. |                                                                                        |                                    |                                            |                       |
| 779 | Prologue écarlate (files : 891-893/tome : 84)                                          | 緋色の序章                         | Hīro no Joshō                              | 30 mai 2015           |
| Conan contacte L'agent Jodie du FBI pour lui parler de l'enquête de Bourbon sur les évènements de la confrontation du rouge et du noir. Cependant, une amie de Jodie est agressée et jetée dans les escaliers du parc d'Haido. Amuro est témoin de la scène et va se mêler de l'enquête pour obtenir davantage de renseignement sur les agents Jodie et Camel et faire avancer sa propre enquête. |                                                                                        |                                    |                                            |                       |
| 780 | Poursuite écarlate (files : 891-893/tome : 84)                                         | 緋色の追及                         | Hīro no Tsuikyū                            | 6 juin 2015           |
| Amuro s'est intégré à l'enquête, semant le malaise chez les agents du FBI, sans éveiller la méfiance de Takagi et Megure. Le coupable est découvert mais Amuro n'en a pas fini avec son enquête et ne compte pas lâcher Jodie et Camel avant d'avoir obtenu les informations qu'il cherche. |                                                                                        |                                    |                                            |                       |
| 781 | Entrecroisement écarlate (files : 894-898/tome : 85)                                   | 緋色の交錯                         | Hīro no Kousaku                            | 13 juin 2015          |
| Bourbon a tout découvert. Il poursuit son enquête vers Akai. Jodie devine petit à petit la vérité et se rend à Raisha Pass, lieu de la mort d'Akai, pour obtenir des éléments qui lui aurait échappé. |                                                                                        |                                    |                                            |                       |
| 782 | Retour écarlate (files : 894-898/tome : 85)                                            | 緋色の帰還                         | Hīro no Kikan                              | 20 juin 2015          |
| Amuro se rend chez Subaru. Camel et Jodie sont cernés et engagés dans une course poursuite sans espoir avec l'organisation. Tout serait-il perdu ? Conan a-t-il pu anticiper les évènements jusque là ? |                                                                                        |                                    |                                            |                       |
| 783 | Vérité écarlate (files : 894-898/tome : 85)                                            | 緋色の真相                         | Hīro no Shinsō                             | 27 juin 2015          |
| La situation est renversée à nouveau. Akai apparait dans la voiture de Jodie et Camel. Qui est donc Subaru ? Akai et Conan semble en avoir gardé sous la manche. Comment se terminera cette poursuite "écarlate" ? |                                                                                        |                                    |                                            |                       |
| 784 | Bienvenue au Club Orihime                                                              | 織り姫クラブへようこそ             | Orihime Kurabu e Yōkoso                    | 11 juillet 2015       |
| Ran et Sonoko, accompagnées de Conan, vont voir une amie lycéenne. Celle-ci fait partie du club De Vita qui recueille et répond au courrier du cœur. Mais depuis quelque temps, des menaces sur fond de Roméo & Juliette apparaissent. L’ampleur grandit avec des menaces de mort contre l’amie de Ran et Sonoko. |                                                                                        |                                    |                                            |                       |
| 785 | Le match de l'amour du Taiko Meijin - 1re partie (files : 899-902/tome : 85)           | 太閤恋する名人戦 (前編)            | Taikō Koisuru Meijin-sen - Zenpen          | 18 juillet 2015       |
| 786 | Le match de l'amour du Taiko Meijin - 2e partie (files : 899-902/tome : 85)            | 太閤恋する名人戦 (後編)            | Taikō Koisuru Meijin-sen - Kōhen           | 25 juillet 2015       |
| Shuukichi Haneda se prépare à disputer le match de shogi qui le fera accéder au rang de Meijin. Cependant, juste avant le début de la partie, il reçoit une lettre. Son ex-petite amie qu'il aime toujours, l'agent Yumi a été enlevée. Réussira-t-il à la retrouver à temps ? Un coeur et un titre sont en jeu. |                                                                                        |                                    |                                            |                       |
| 787 | Mystère estival au fond d'une piscine - 1re partie (files : 903-905/tomes : 85-86)     | 真夏のプールに沈む謎 (前編)        | Manatsu no Pūru ni Shizumu Nazo - Zenpen   | 1er août 2015         |
| 788 | Mystère estival au fond d'une piscine - 2e partie (files : 903-905/tomes : 85-86)      | 真夏のプールに沈む謎 (後編)        | Manatsu no Pūru ni Shizumu Nazo - Kōhen    | 8 août 2015           |
| Sera invite Conan chez elle pour le jauger avec son étrange colocataire. Cependant, Conan n'arrive pas seul mais accompagné de Ran et Sonoko. Ils décident alors de se rendre à la piscine de l'hôtel où la fille du propriétaire, Nagami, fait un caprice. S'apercevant alors qu'elle a perdu son collier, elle fait évacuer tous les clients pour le chercher, seule, dans l'eau. Lorsque plusieurs heures plus tard, elle est retrouvée, noyée, au fond de la piscine, l'enquête commence pour Conan et Sera. Pendant ce temps, Ran semble se souvenir de quelque chose. |                                                                                        |                                    |                                            |                       |
| 789 | La reine de la météo                                                                   | 女王様の天気予報                   | Joō-sama no tenkeyohō                      | 15 août 2015          |
| Kogorô est invité à Nichuri Tv pour enregistrer une émission aux côtés de la « reine de la météo ». Sur le thème de la reine des neiges, l’animatrice a un shooting photo après l’émission,mais il se transforme en une tragique chute pour la reine. |                                                                                        |                                    |                                            |                       |
| 790 | Beikapon - Un service qui vire au rouge sang                                           | 米花ポン 出血大サービス            | Beika Pon Shukettsu Dai Sābisu             | 5 septembre 2015      |
| Un homme demande à Kogorô d’enquêter sur des menaces de mort. Celui-ci, approuvé par Conan, aboutit à une farce, mais elle prend un tour tragique lorsque l’individu est remplacé par un collègue pour reprendre son rôle de mascotte de « bekapon », qu’il finit poignardé. |                                                                                        |                                    |                                            |                       |
| 791 | L'inspecteur Takagi menotté et en cavale                                               | 高木刑事 手錠で逃走                | Takagi-keiji Tejō de Tōsō                  | 12 septembre 2015     |
| Après avoir fait des vagues, un homme est transporté par Takagi au commissariat central. En chemin, l’homme tente de s’enfuir et dans la mêlée se retrouve menotté au policier. Forcés de rentrer par leurs propre moyens, Takagi semble, contre toute attente, enjoué de la situation. Allez savoir qui est prisonnier de qui. |                                                                                        |                                    |                                            |                       |
| 792 | Les trois premiers témoins - 1re partie (files : 906-908/tome : 86)                    | 三人の第一発見者                   | San'nin no Daiichihakkensha - Zenpen       | 19 septembre 2015     |
| 793 | Les trois premiers témoins - 2e partie (files : 906-908/tome : 86)                     | 三人の第一発見者                   | San'nin no Daiichihakkensha - Kōhen        | 26 septembre 2015     |
| Après les révélations de la séquence « écarlate » (779-783), Conan interroge Aï. Dans leur déambulation, les enfants rencontrent un garçon de leur âge. Une femme lui a demandé de surveiller sa porte : 3 hommes vont se succéder, si elle ne ressort pas de chez elle, alors il devra appeler la police. La femme est morte. Son seul témoin un garçon de 8 ans, l’ombre de l’Organisation se rapproche. |                                                                                        |                                    |                                            |                       |
| 794 | Kogorô Môri, Garde du corps                                                            | ボディーガード毛利小五郎           | Bodīgādo Mōri Kogorō                       | 3 octobre 2015        |
| Kogorô suit une formation de garde du corps. L’épreuve finale consiste à protéger, le temps d’un tournage, une actrice d’un drama. L’examen est d’autant plus compliqué que potentiellement tout le monde désir la tuer. |                                                                                        |                                    |                                            |                       |
| 795 | Le secret de la jeune épouse disparue                                                  | 若奥様が消えた秘密                 | Wakaokusama ga Kieta Himitsu               | 10 octobre 2015       |
| Sur le chemin de l’école, Ayumi surprend son voisin violoniste déplacer ce qui semble être le cadavre de sa femme. Si dans un premier temps Conan et Aï ne semblent pas convaincus de cette histoire, ils vont vite déchanter. |                                                                                        |                                    |                                            |                       |
| 796 | Les stratagèmes d'un couple inséparable                                                | おしどり夫婦の策略                 | Oshidorifūfu no Sakuryaku                  | 17 octobre 2015       |
| Dans une petite ruelle, un homme est retrouvé mort des suites d’une chute de 4 étages. L’enquête révèle des circonstances étranges. En effet, cette mort ne semble ni être un accident, ni un suicide, mais s’il s’agissait d’un homicide, le stratagème aurait fonctionné à contre-sens. |                                                                                        |                                    |                                            |                       |
| 797 | La déduction confuse d'une jeune femme rêveuse                                         | 夢見る乙女の迷推理                 | Yumemiru Otome no Meisuiri                 | 24 octobre 2015       |
| Une harceleuse fan d’un jeu de drague à la mode vient signaler à Kogorô la disparition de l’homme qu’elle stalk au motif qu’il ressemble au « prince Mirage ». Rejetée, elle décide d’enquêter elle-même. Conan vient à son aide, et ça ne va pas être une mince affaire. |                                                                                        |                                    |                                            |                       |
| 798 | La Cible mouvante                                                                      | 動く標的                           | Ugoku Hyōteki                              | 7 novembre 2015       |
| Conan parvient à sauver in extremis la vie de 2 hommes : l’un sautant du toit d’un immeuble serait tombé sur le 2e. Le lendemain, Megure remet en cause la thèse du suicide; D’autant que sur le toit, on a retrouvé non pas une, mais deux traces de tentative de suicide, comme il y avait une cible et qu’elle bougeait. |                                                                                        |                                    |                                            |                       |
| 799 | Mystère en chambre close pour les Detective Boys                                       | 探偵団の密室推理合戦               | Tanteidan no Misshitsu Suiri Kassen        | 14 novembre 2015      |
| Agasa a obtenu d’un ami, le droit pour les enfants de s’entraîner au foot dans le terrain d’une ancienne propriété dont il ne reste qu’une piscine. En arrivant sur les lieux, les enfants constatent que la police enquête sur la mort d’un homme. Suicide, homicide ou accident, le problème est : comment le cadavre s’est-il retrouvé là ? |                                                                                        |                                    |                                            |                       |
| 800 | À la poursuite de cent millions de yen                                                 | 1億円を追いかける                  | 1 Okuen wo Oikakeru                        | 21 novembre 2015      |
| Un riche homme d’affaires s’est fait enlever sa fille, Reina. Pour la récupérer, sa gouvernante doit apporter dans un parc la somme de 100 millions de yens. Le ravisseur comprend rapidement qu’elle est porteuse d’émetteurs. La gouvernante doit alors s’en débarrasser. La traque pour localiser le ticket de sortie de Reina vient de commencer. |                                                                                        |                                    |                                            |                       |
| 801 | Jeu de piste à Tottori - Kurayoshi                                                     | 鳥取砂丘ミステリーツアー（倉吉編） | Tottori Sakyuu Misuterii Tsuaa - Kurayoshi | 28 novembre 2015      |
| 802 | Jeu de piste à Tottori - Tottori                                                       | 鳥取砂丘ミステリーツアー（鳥取編)  | Tottori Sakyuu Misuterii Tsuaa - Tottori   | 5 décembre 2015       |
| Après avoir essayé d’abandonner Conan au pied d’une dune, Kogorô, Ran et Conan visite la ville de Tottori. Ils y rencontrent un ancien collègue de Kogorô qui les met sur une affaire : un encensoir de grande valeur a été dérobé chez une puissante famille. Conan, Ran et Kogorô se lancent dans un jeu de piste pour remonter aux raisons obscures qui ont poussées à ce vol. |                                                                                        |                                    |                                            |                       |
| 803 | Une prévention du feu semée d'embûches                                                 | 火の用心の落とし穴                 | Hi-no-Yōjin no Otoshiana                   | 12 décembre 2015      |
| Depuis plusieurs jours, une étrange série de feux se déclare dans les parcs de Beika. Ils ont l’air de suivre le même itinéraire qu’une précédente série d’incendie, 1 an plus tôt. Mais cette fois-ci, le pyromane semble vouloir aller au bout de son objectif. |                                                                                        |                                    |                                            |                       |